# Toward the Margins
Toward the Margins ist das Debütalbum von Evan Parkers Electro-Acoustic Ensemble, aufgenommen im Mai 1996 und erschienen 1997 bei ECM.

## Das Album
Evan Parker, der als Mitglied der Music Improvisation Company zu den ersten Musikern gehört hatte, die für das 1969 gegründete ECM-Label aufnahmen, hatte sich seitdem regelmäßig mit elektronischer Musik beschäftigt. 1992 gründete er das Electro-Acoustic Ensemble, um verstärkt das Potenzial der Live-Elektronik in der Improvisation zu erforschen, nachdem die Technologie sich in diesem Feld weiterentwickelt hatte. Die Musiker des Ensembles kamen aus den Bereichen der freien Improvisation, dem Jazz, der zeitgenössischen Musik und der Computermusik, wobei die meisten Mitglieder in mehr als einem dieser Idiome aktiv waren. Nach Tourneen in Europa und den Vereinigten Staaten entstand im Mai 1996 das Debütalbum Toward the Margins. Parker arbeitete hier mit den beiden Mitgliedern seines langjährigen Trios, dem Bassisten Barry Guy und dem Schlagzeuger Paul Lytton, wobei letzterer sich auch mit Live-Elektronik beschäftigte. Hinzu kamen der Geiger Philipp Wachsmann und die beiden Elektronik- und Soundprocessing-Spezialisten Walter Prati und Marco Vecchi.
Nach Ansicht von Cook/Morton bringen die Musiker in ihrer Darbietung im Verhältnis zur Jazztradition „eine langjährige Erforschung der Grenzen von Taktangaben voran. Bezüglich der zeitgenössischen Komposition beziehen sie sich auf die Ablehnung linearer Abläufe zu Gunsten der Simultaneität, der physischen Präsenz von Musik als Masse.“ Produzent Steve Lake sieht in Toward the Margins
„die logische Extension, oder Kulmination einer Kette von Parker-Projekten, die über das Parker-Lytton-Duo zurück zur Music Improvisation Company reichen, sowie den frühen Experimenten mit Walter Prati und der Solo-Mehrspur-Aufnahme Process and Reality des Saxophonisten, aber dies ist mehr von als [das Vorangegangene].“
The Hundred Books ist benannt nach einer Geschichte aus der Anthologie Thinkers of the East von Idries Shah über einen weisen Sufi.

## Titelliste

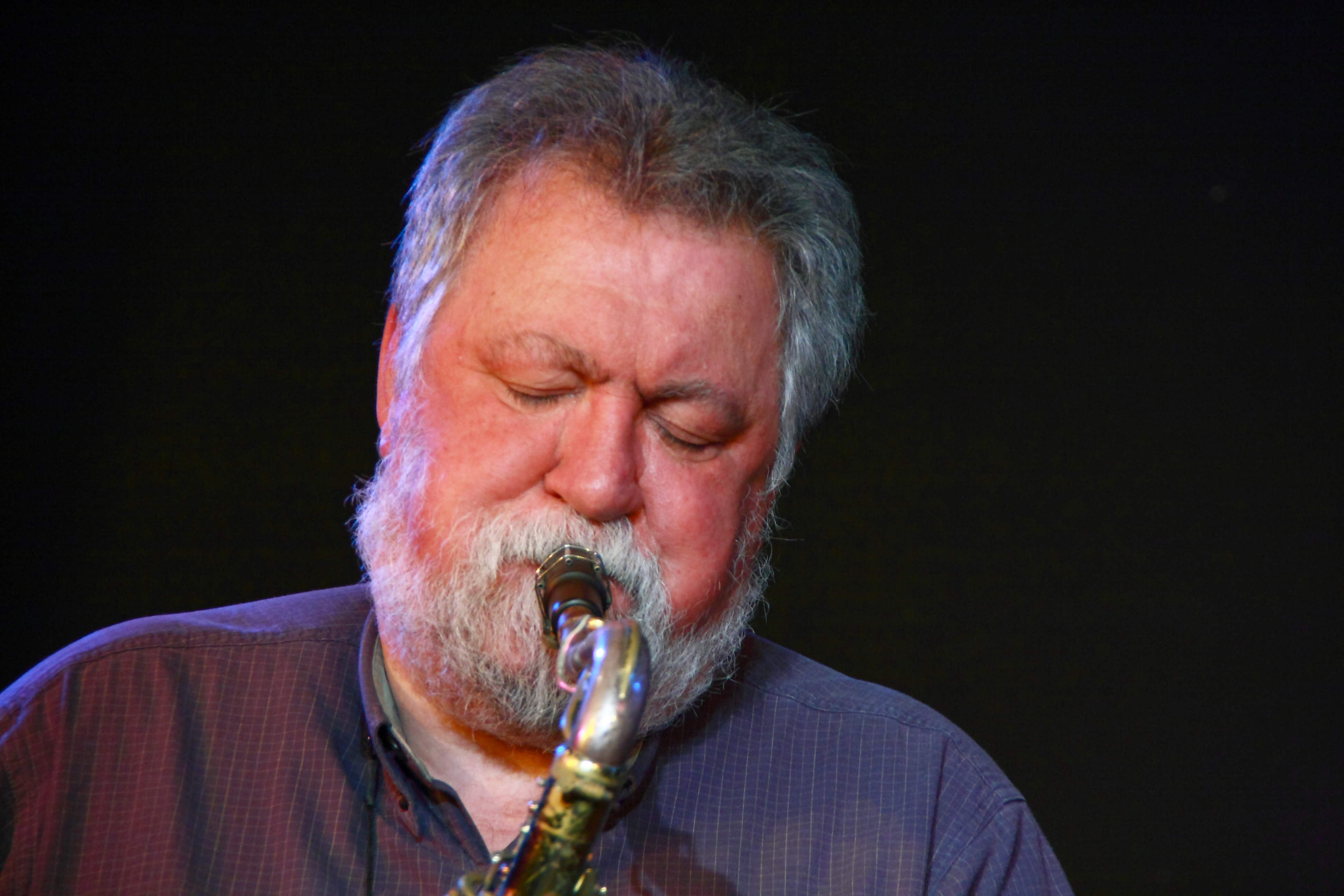
Evan Parker (2010)

- Evan Parker Electro-Acoustic Ensemble: Toward the Margins (ECM 1612[1])

1. Toward the Margins (Barry Guy, Evan Parker, Philipp Wachsmann) – 4:34
2. Turbulent Mirror – 5:54
3. Field and Figure (Guy, Parker) – 7:06
4. The Regenerative Landscape (For AMM) – 3:36
5. Chain of Chance (Marco Vecchi, Paul Lytton, Walter Prati) – 4:19
6. Trahütten (Parker, Wachsmann) – 6:20
7. Shadow Without an Object: Engagement/Reversal/Displacement (Guy, Parker, Vecchi, Lytton, Wachsmann, Prati) – 6:02
8. Epanados (Guy, Parker, Vecchi, Lytton, Wachsmann, Prati) – 4:29
9. Born Cross-Eyed (Remembering Fuller) (Lytton) – 2:52
10. Philipp’s Pavilion (Parker, Wachsmann) – 7:33
11. The Hundred Books (For Idries Shah) – 4:09
12. Contra-Dance (Guy, Parker) – 3:38

- Alle anderen Kompositionen stammen von Evan Parker

## Rezeption
Richard Cook und Brian Morton zeichnen das Album in The Penguin Guide to Jazz mit der Höchstnote von vier Sternen aus. Für Cook/Morton war Toward the Margins die „triumphale Darbietung der Synergetics, abgestreift vom ungeschickten Eklektizismus des Ulrichsberg-Projektes im September 1993“. Hier bringe das System der Electronics „unerwarteten Mehrwert, wenn der Klang von Parkers alteingeführten Trio, nun steigend mit anderen Stimmen angereichert wird.“ Ohne Wachsmanns Gegenwart „könnte man vermuten, dass der Anstieg an tatsächlicher Interaktion eher zweitrangig als zentral für diese Musik erscheint, doch dessen im höchsten Maße eingestimmte Sensibilität vermag es, die die elektronischen Elemente von der Peripherie ins Zentrum zu rücken, ohne dabei Parkers Instrumentalrolle zu verzerren.“ Toward the Margins sei „ein entscheidender Schritt in Parkers Entwicklung, großartig aufgenommen und gemastert, von Anfang bis Ende überzeugend.“ Zu den Höhepunkten zählen die Autoren Field and Figure und das Schlussthema Contra-Dance.

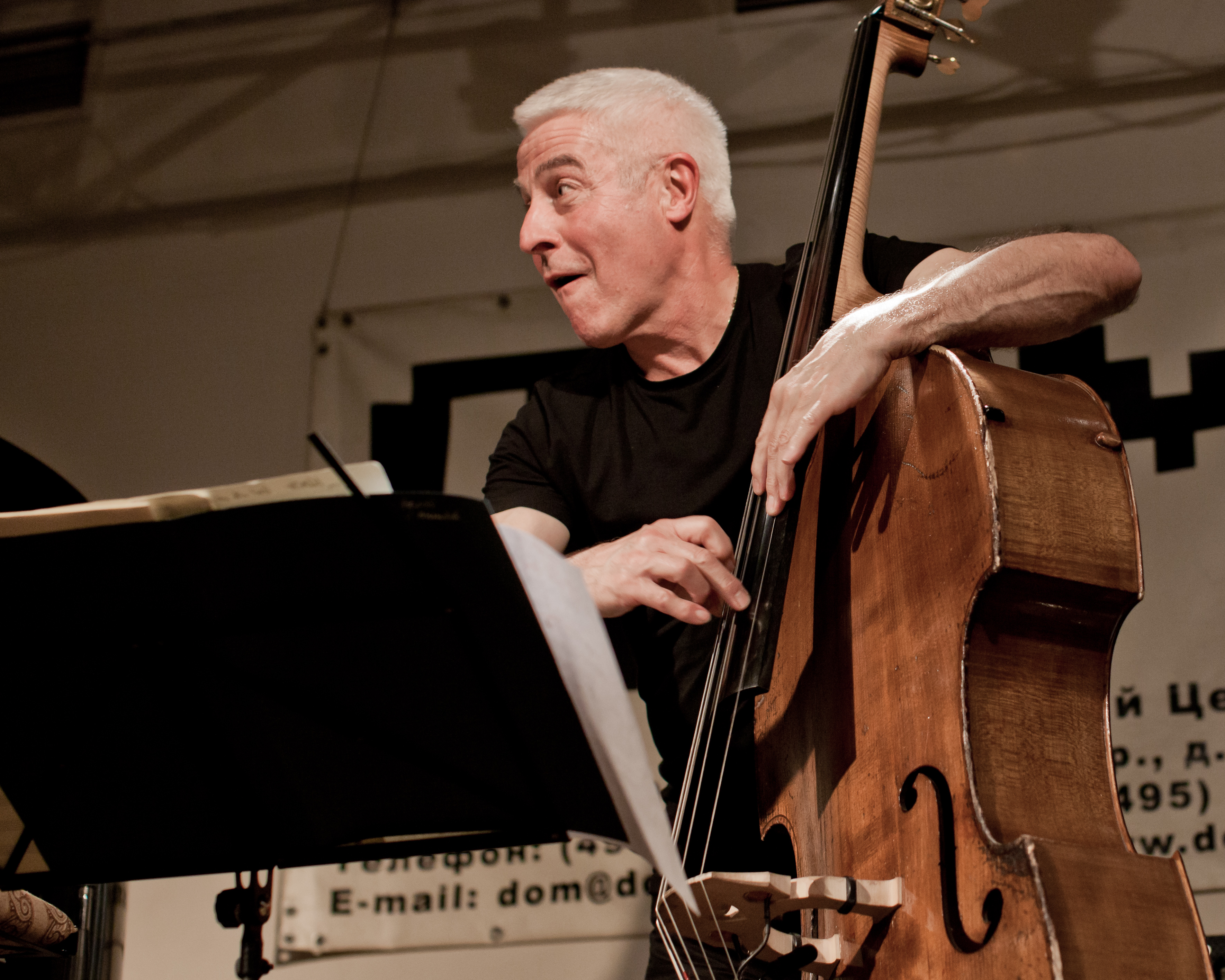
Barry Guy (2013)

Das Cadence Magazine schrieb über die zuvor stattgefundene Tournee des Ensembles:
„Eine orchestrale Musik von panoramischem Umfang, voll von räumlichen Details...kaskadierende Ebenen von sich vollziehenden Umwandlungen ... die elektronischen Manipulationen laden die Musik mit Sinn für die spontane Erfindung auf“.
Nick Smith schrieb: „Ich wette, wenn Ligeti jemals ein Sextett für Sopransaxophon, Streicher, Perkussion und Electronics geschrieben hätte, klänge das so wie diese Musik. Das ist fast perfekt ... diese Platte ist eine Offenbarung. Schon das reine Gruppenspiel ist außergewöhnlich und die Electronics und das Sound Processing von Walter Prati und Marco Vecchi sind eingebaut und integral and ganz und gar essentiell.“
John Fordham, der im The Guardian das Album zur Jazz-CD der Woche kürte, hob hervor:
„Da gibt es sich langsam entwickelnde Tonfarben und Raum, wobei der Eröffnungstitel nahezu textural ist und von Barry Guys sonorem Bass beladen ist. Düstere Gong-Klänge bilden das Echo hinter Parkers wirbenden Sopransaxophon, dann sind da gespenstische Perkussionssolos von schlüfrigem Geflüster, die klingen wie Kübel voll zerbrochenen Glas, die auf Beton gegossen werden, und die bemerkenswerte Fähigkeit des Leiters für kontrapunktisches Solospiel gewinnt mehr Stimmen als die Electronics zurückwerfen. Ernsthaftes Spiel, in jeder Hinsicht.“

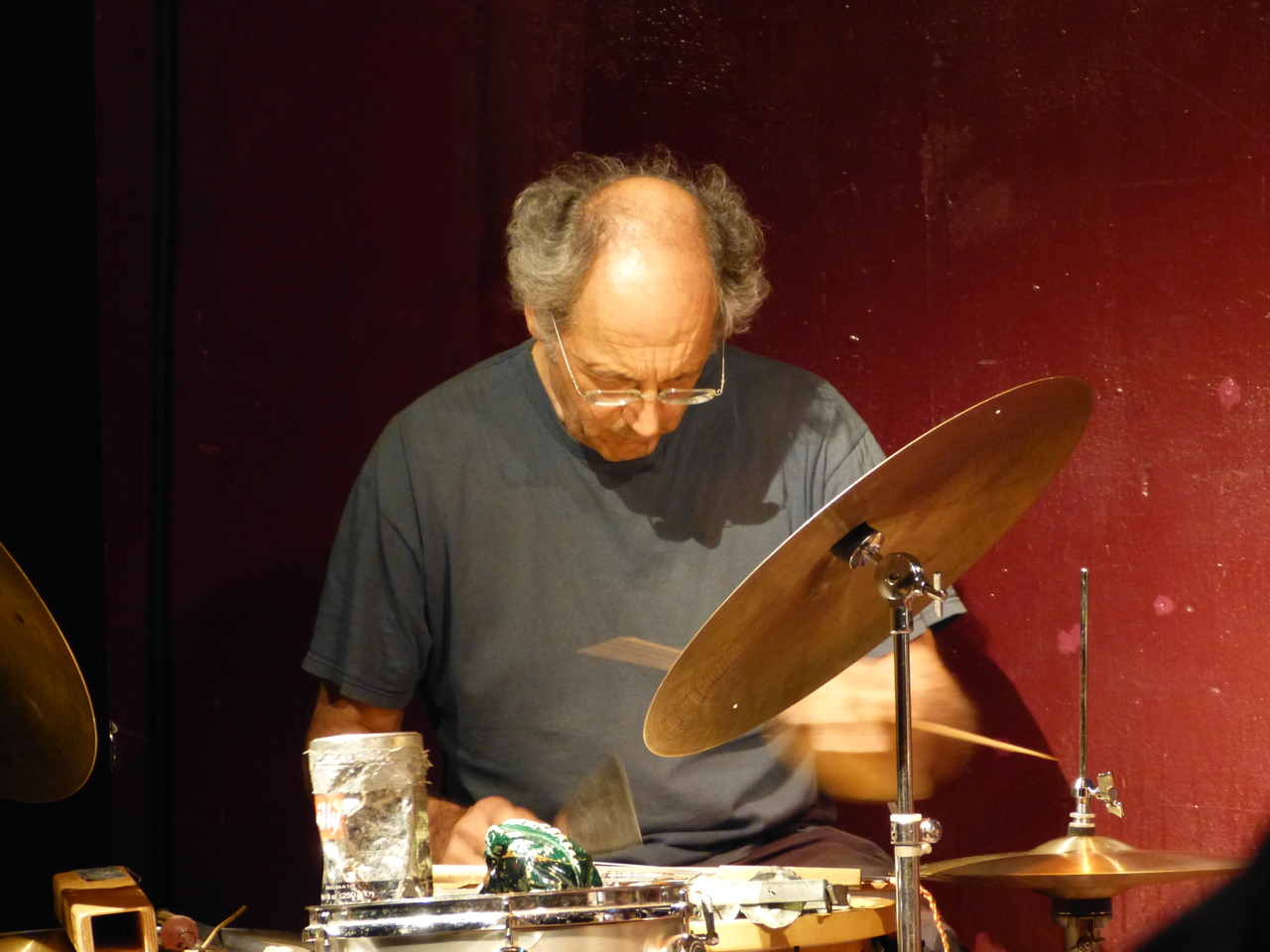
Paul Lytton (2012)

Nach Ansicht von Will Montgomery im Magazin The Wire sind die Electronics in dem Album durchweg sehr subtil angelegt. Parker, der den Unterschied zwischen Komposition und Improvisation in der Vergangenheit hinterfragt habe, bringe hier „die oft mürrisch akademische Welt der Computermusik in Kontakt mit dem Einfühlungsvermögen und der spontanen Musikalität der Jazz-bezogenen Improvisation zusammen“ und schaffe mit seinen Mitarbeitern „eine mächtige und offene Form von Musik“. So sei der von Barry Guy dominierte Titel Contra-Dance ein beeindruckender Set nachklingender Basstöne in Schwaden elektronischer Texturen, erstaunlich in seinem Klangausdruck, trägt dabei jedoch alte Erinnerungen an eine Balladendarbietung zutage. Anstatt der Dominanz eines blitzschnellen Zusammenspiels ist der Fokus auf dieser einen Meilenstein setzenden Aufnahme sowohl auf die Entwicklung der Musik gerichtet als auf die Möglichkeiten, wie die Reichhaltigkeit des akustischen Klangs während der Darbietung auf neue Wege präsentiert werden kann.
Steve Loewy bewertete das Album in Allmusic mit vier (von fünf) Sternen und schrieb: „Was [die Aufnahme] so interessant macht, ist die unterschiedliche Beschäftigung mit Elektronik, bei der Walter Prati Parkers Klänge transformiert, Marco Vecchi Lyttons Perkussion neu zusammensetzt und Philipp Wachsmann seine eigenen akustischen Klänge und die von Bassist Barry Guy weiterverarbeitet. All das ist faszinierender Stoff, und auch wenn er nicht swingt oder in irgendeine leicht [fassbare] Definition von Jazz passt, befördert er das Konzept der Improvisation auf eine neue Stufe“. Auch wenn Loewy gelegentlich eine gewisse „Ziellosigkeit“ konstatiert, was abschreckend wirken mag, könne „konzentriertes Hören dem geduldigen Konsumenten wunderbare Belohnungen bieten.“ Parkers Rolle hierbei sieht der Autor weniger in der eines Bandleaders als vielmehr eines Anstifters.